# Kolatituda
Kolatituda je v sfernem koordinatnem sistemu komplementarni kot latitudi.
Kolatituda se uporablja v astronomiji in geografiji.

## Uporaba v astronomiji
V astronomiji je latituda ena izmed nebesnih koordinat ekliptičnega koordinatnega sistema (ekliptična širina).  Ker pa je kolatituda komplementarni kot latitudi, je kolatituda enaka zenitni razdalji nebesnega telesa. Če označimo latitudo (ekliptično širino) z β, potem je kolatituda (označimo jo z oznako z) enaka :
- z = 90° - β

Če dodamo deklinacijo nebesnega telesa zemljepisni kolatitudi opazovalca, dobimo največjo možno altitudo nebesnega telesa (to je kotna razdalja od horizonta ali zornja kulminacija. 
Zvezde, ki imajo deklinacijo večjo kot je opazovalčeva zemljepisna kolatituda, se imenujejo cirkumpolarna nebesna telesa. 